# Lissone
Lissone est une ville italienne de la province de Monza et de la Brianza, dans la région Lombardie.
C'est une des villes ayant la densité la plus élevée d'Italie.

## Géographie
La ville se trouve dans la basse Brianza, à 18 km au nord de Milan et à proximité du circuit automobile de Monza.

## Économie
La ville est fameuse pour la production artisanale de meubles à l'italienne.

## Culture
La peintre d'architecture Giovanni Ghisolfi (1623-1683) a peint des fresques dans la  Villa Reati.
La ville abrite le Museo di Arte Contemporanea.

## Fêtes, foires
Les fêtes les plus importantes de la ville sont la fête de saint Pierre et saint Paul, le 29 juin, et le troisième lundi d'octobre, jour de la fête du pays avec une foire et une fête foraine.

## Administration
Liste des maires successifs :
Royaume de Sardaigne et (1861) Royaume d’Italie :
Maires
- 1859-1861 : Felice Mariani
- 1862-1873 : Carlo Arosio
- 1874-1877 : Angelo Meroni
- 1878-1880 : Carlo Rocca
- 1881-1885 : Carlo Sanmartino
- 1886-1887 : Pietro Arosio
- 1888-1895 : Amedeo Meroni
- 1896-1904 : Luigi Varenna
- 1905-1906 : Mauro Riva
- 1907-1908 : Pietro Mussi

Commissaire de la préfecture
- 1908-1909 : Giovanni Nota

Maires
- 1909-1914 : Mauro Riva (II)
- 1914-1920 : Rodolfo Fossati
- 1920-1923 : Giovanni Mariani (PPI)

Commissaires de la préfecture
- 1923-1924 : Alfonso Campanari
- 1924-1927 : Carlo De Capitani
- 1927-1928 : Carlo Durante

Podestà (fascisme)
- 1928-1932 : Alfredo Fossati
- 1932-1943 : Angelo Cagnola

Commissaires
- 1943-1944 : Aldo Varenna
- 1944-1944 : Eugenio Campo
- 1944-1945 : Giovanni Ruffini

Maires (après la Libération)
- 1945-1946 : Angelo Arosio (CLN)

République italienne
- 1946-1951 : Mario Camnasio (DC)
- 1951-1970 : Fausto Meroni (DC)
- 1970-1975 : Sergio Missaglia (DC)
- 1975-1985 : Angelo Cerizzi (DC)
- 1985-1992 : Giuseppe Valtorta (DC)
- 1992-1993 : Adriano Muschiato (DC)

Commissaire de la préfecture
- 1993-1994 : Nice Montanini

Maires
- 1994-2002 : Fabio Meroni (LN)
- 2002-2012 : Ambrogio Fossati (LN)
- 2012- : Concetta Monguzzi (LC)

### Les quartiers
- Barüs
- Gesa Granda et place de la Libertà
- Burgh (Maria Bambina et rue Aliprandi)
- San Ròch
- Salèta
- Cruséta
- Barbìs
- Rutunda
- Cunvegn et Baldirüna
- Vialort

### Hameaux
- Bareggia
- Santa Margherita
- Aliprandi

### Communes limitrophes
Seregno, Albiate, Sovico, Macherio, Biassono, Desio, Monza, Vedano al Lambro, Muggiò.

## Personnalités liées à la commune
- Giuseppe Meazza, footballeur champion du monde, y est décédé en 1979.
- Ugo Agostoni
- Mario Fargetta
- Guido Sala
- Pierantonio Tremolada